# Hyphodontia nothofagi
Hyphodontia nothofagi är en svampart som först beskrevs av Gordon Herriot Cunningham, och fick sitt nu gällande namn av Langer 1994. Hyphodontia nothofagi ingår i släktet Hyphodontia och familjen Schizoporaceae.   Inga underarter finns listade i Catalogue of Life.